# Henri de Saxe (organiste)
Pour les articles homonymes, voir Henri de Saxe.

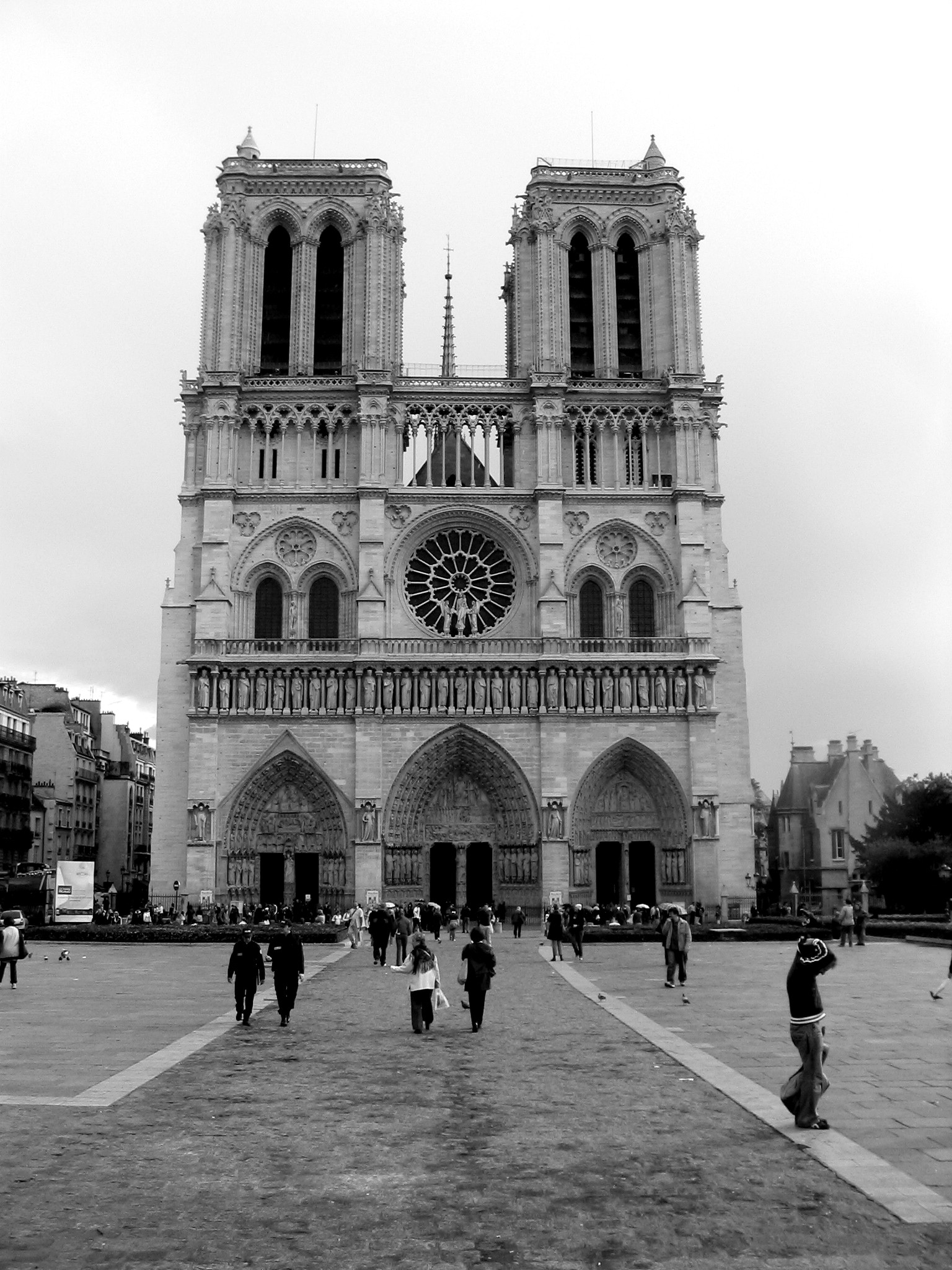
Cathédrale Notre-Dame de Paris

Henri de Saxe (né 13?? - mort 14??) fut organiste de la Cathédrale Notre-Dame de Paris.